# 猫爪藤
猫爪藤（学名：Macfadyena unguis-cati），为紫葳科猫爪藤属下的一个植物种。